# Lomnice nad Lužnicí
Lomnice nad Lužnicí település Csehországban, a Jindřichův Hradec-i járásban. Lomnice nad Lužnicí Smržov, Val, Frahelž, Ponědraž, Třeboň, Klec, Záblatí és Lužnice településekkel határos. Lakosainak száma 1778 fő (2024. január 1.).

## Népesség
A település lakosságának változását az alábbi diagram mutatja:
| Lakosok száma | 1954 | 1934 | 1884 | 1627 | 1580 | 1585 | 1791 | 1778 | 1780 | 1778 |
|               | 1869 | 1890 | 1921 | 1950 | 1980 | 2001 | 2017 | 2019 | 2022 | 2024 |